# Lake George Provincial Park
Lake George Provincial Park är en park i Kanada.   Den ligger i provinsen New Brunswick, i den sydöstra delen av landet, 700 km öster om huvudstaden Ottawa. Lake George Provincial Park ligger 143 meter över havet. Den ligger vid sjön Lake George.
Terrängen runt Lake George Provincial Park är platt. Runt Lake George Provincial Park är det mycket glesbefolkat, med 3 invånare per kvadratkilometer.. Närmaste större samhälle är Harvey Station, 10,6 km sydost om Lake George Provincial Park.
I omgivningarna runt Lake George Provincial Park växer i huvudsak blandskog.